# Teres II
Teres II (em grego clássico: Τήρης; romaniz.: Téres) foi um trácio do século IV a.C., rei do Reino Odrísio e contemporâneo de Filipe II (r. 359–336 a.C.). Por algum tempo foi aliado do último contra Atenas e a Segunda Liga de Delos, mas depois se uniu a Cersobleptes contra Filipe, que os derrotou e subjugou em 342 a.C..